# Gran Premio de Japón de Motociclismo de 2017
El Gran Premio de Japón de Motociclismo de 2017 (oficialmente Motul Grand Prix of Japan) fue la decimoquinta prueba del Campeonato del Mundo de Motociclismo de 2017. Tuvo lugar en el fin de semana del 13 al 15 de octubre de 2017 en el circuito Twin Ring situado en la localidad de Motegi, en la prefectura de Tochigi, Japón.
La carrera de MotoGP fue ganada por Andrea Dovizioso, seguido de Marc Márquez y Danilo Petrucci. Álex Márquez fue el ganador de la prueba de Moto2, por delante de Xavi Vierge y Hafizh Syahrin. La carrera de Moto3 fue ganada por Romano Fenati, Niccolò Antonelli fue segundo y Marco Bezzecchi tercero.

## Resultados

### Resultados MotoGP
| Pos.    | N.º | Piloto             | Constructor | Vueltas | Tiempo    | Parrilla | Puntos |
| ------- | --- | ------------------ | ----------- | ------- | --------- | -------- | ------ |
| 1       | 4   | Andrea Dovizioso   | Ducati      | 24      | 47:14.236 | 9        | 25     |
| 2       | 93  | Marc Márquez       | Honda       | 24      | +0.249    | 3        | 20     |
| 3       | 9   | Danilo Petrucci    | Ducati      | 24      | +10.557   | 2        | 16     |
| 4       | 29  | Andrea Iannone     | Suzuki      | 24      | +18.845   | 11       | 13     |
| 5       | 42  | Álex Rins          | Suzuki      | 24      | +22.982   | 10       | 11     |
| 6       | 99  | Jorge Lorenzo      | Ducati      | 24      | +24.464   | 5        | 10     |
| 7       | 41  | Aleix Espargaró    | Aprilia     | 24      | +28.010   | 4        | 9      |
| 8       | 5   | Johann Zarco       | Yamaha      | 24      | +29.475   | 1        | 8      |
| 9       | 25  | Maverick Viñales   | Yamaha      | 24      | +36.575   | 14       | 7      |
| 10      | 76  | Loris Baz          | Ducati      | 24      | +48.506   | 13       | 6      |
| 11      | 44  | Pol Espargaró      | KTM         | 24      | +56.357   | 8        | 5      |
| 12      | 21  | Katsuyuki Nakasuga | Yamaha      | 24      | +1:00.181 | 23       | 4      |
| 13      | 22  | Sam Lowes          | Aprilia     | 24      | +1:00.980 | 18       | 3      |
| 14      | 8   | Héctor Barberá     | Ducati      | 24      | +1:03.118 | 17       | 2      |
| 15      | 53  | Esteve Rabat       | Honda       | 24      | +1:03.514 | 19       | 1      |
| 16      | 45  | Scott Redding      | Ducati      | 24      | +1:04.162 | 22       |        |
| 17      | 38  | Bradley Smith      | KTM         | 24      | +1:06.271 | 7        |        |
| 18      | 7   | Hiroshi Aoyama     | Honda       | 24      | +1:13.250 | 21       |        |
| Ret     | 19  | Álvaro Bautista    | Ducati      | 21      | Caída     | 16       |        |
| Ret     | 26  | Dani Pedrosa       | Honda       | 20      | Retirado  | 6        |        |
| Ret     | 17  | Karel Abraham      | Ducati      | 19      | Retirado  | 20       |        |
| Ret     | 35  | Cal Crutchlow      | Honda       | 14      | Caída     | 15       |        |
| Ret     | 46  | Valentino Rossi    | Yamaha      | 5       | Caída     | 12       |        |
| Ret     | 31  | Kohta Nozane       | Yamaha      | 3       | Retirado  | 24       |        |
| Fuente: |     |                    |             |         |           |          |        |

### Resultados Moto2
| Pos.    | N.º | Piloto              | Constructor | Vueltas | Tiempo    | Parrilla | Puntos |
| ------- | --- | ------------------- | ----------- | ------- | --------- | -------- | ------ |
| 1       | 73  | Álex Márquez        | Kalex       | 15      | 32:08.901 | 2        | 25     |
| 2       | 97  | Xavi Vierge         | Tech 3      | 15      | +1.465    | 3        | 20     |
| 3       | 55  | Hafizh Syahrin      | Kalex       | 15      | +3.134    | 6        | 16     |
| 4       | 42  | Francesco Bagnaia   | Kalex       | 15      | +5.415    | 12       | 13     |
| 5       | 54  | Mattia Pasini       | Kalex       | 15      | +5.618    | 4        | 11     |
| 6       | 30  | Takaaki Nakagami    | Kalex       | 15      | +6.163    | 1        | 10     |
| 7       | 44  | Miguel Oliveira     | KTM         | 15      | +7.597    | 5        | 9      |
| 8       | 21  | Franco Morbidelli   | Kalex       | 15      | +11.400   | 15       | 8      |
| 9       | 77  | Dominique Aegerter  | Suter       | 15      | +11.572   | 11       | 7      |
| 10      | 7   | Lorenzo Baldassarri | Kalex       | 15      | +14.310   | 30       | 6      |
| 11      | 12  | Thomas Lüthi        | Kalex       | 15      | +26.571   | 13       | 5      |
| 12      | 87  | Remy Gardner        | Tech 3      | 15      | +30.183   | 19       | 4      |
| 13      | 23  | Marcel Schrötter    | Suter       | 15      | +30.597   | 8        | 3      |
| 14      | 33  | Ikuhiro Enokido     | Kalex       | 15      | +32.037   | 25       | 2      |
| 15      | 6   | Tarran Mackenzie    | Suter       | 15      | +35.252   | 31       | 1      |
| 16      | 37  | Augusto Fernández   | Speed Up    | 15      | +38.385   | 10       |        |
| 17      | 27  | Iker Lecuona        | Kalex       | 15      | +40.934   | 18       |        |
| 18      | 49  | Axel Pons           | Kalex       | 15      | +41.470   | 16       |        |
| 19      | 40  | Fabio Quartararo    | Kalex       | 15      | +42.757   | 17       |        |
| 20      | 45  | Tetsuta Nagashima   | Kalex       | 15      | +43.147   | 29       |        |
| 21      | 24  | Simone Corsi        | Speed Up    | 15      | +45.410   | 28       |        |
| 22      | 34  | Ryo Mizuno          | Kalex       | 15      | +46.813   | 23       |        |
| 23      | 89  | Khairul Idham Pawi  | Kalex       | 15      | +50.531   | 33       |        |
| 24      | 32  | Isaac Viñales       | Kalex       | 15      | +51.898   | 22       |        |
| 25      | 2   | Jesko Raffin        | Kalex       | 15      | +53.699   | 27       |        |
| 26      | 62  | Stefano Manzi       | Kalex       | 15      | +1:01.051 | 20       |        |
| 27      | 57  | Edgar Pons          | Kalex       | 15      | +1:04.776 | 32       |        |
| 28      | 9   | Jorge Navarro       | Kalex       | 15      | +1:07.423 | 26       |        |
| Ret     | 41  | Brad Binder         | KTM         | 7       | Caída     | 24       |        |
| Ret     | 5   | Andrea Locatelli    | Kalex       | 6       | Retirado  | 14       |        |
| Ret     | 11  | Sandro Cortese      | Suter       | 6       | Retirado  | 7        |        |
| Ret     | 19  | Xavier Siméon       | Kalex       | 5       | Caída     | 9        |        |
| Ret     | 10  | Luca Marini         | Kalex       | 1       | Caída     | 21       |        |
| Fuente: |     |                     |             |         |           |          |        |

### Resultados Moto3
| Pos.    | N.º | Piloto                 | Constructor | Vueltas | Tiempo       | Parrilla | Puntos |
| ------- | --- | ---------------------- | ----------- | ------- | ------------ | -------- | ------ |
| 1       | 5   | Romano Fenati          | Honda       | 13      | 29:22.278    | 6        | 25     |
| 2       | 23  | Niccolò Antonelli      | KTM         | 13      | +4.146       | 2        | 20     |
| 3       | 12  | Marco Bezzecchi        | Mahindra    | 13      | +5.013       | 4        | 16     |
| 4       | 24  | Tatsuki Suzuki         | Honda       | 13      | +8.767       | 14       | 13     |
| 5       | 44  | Arón Canet             | Honda       | 13      | +12.827      | 3        | 11     |
| 6       | 65  | Philipp Öttl           | KTM         | 13      | +14.865      | 21       | 10     |
| 7       | 21  | Fabio Di Giannantonio  | Honda       | 13      | +15.482      | 16       | 9      |
| 8       | 84  | Jakub Kornfeil         | Peugeot     | 13      | +15.625      | 19       | 8      |
| 9       | 64  | Bo Bendsneyder         | KTM         | 13      | +15.947      | 11       | 7      |
| 10      | 17  | John McPhee            | Honda       | 13      | +16.216      | 17       | 6      |
| 11      | 41  | Nakarin Atiratphuvapat | Honda       | 13      | +16.414      | 12       | 5      |
| 12      | 8   | Nicolò Bulega          | KTM         | 13      | +18.783      | 1        | 4      |
| 13      | 16  | Andrea Migno           | KTM         | 13      | +19.057      | 10       | 3      |
| 14      | 42  | Marcos Ramírez         | KTM         | 13      | +19.536      | 22       | 2      |
| 15      | 88  | Jorge Martín           | Honda       | 13      | +21.208      | 7        | 1      |
| 16      | 33  | Enea Bastianini        | Honda       | 13      | +22.731      | 5        |        |
| 17      | 36  | Joan Mir               | Honda       | 13      | +23.879      | 20       |        |
| 18      | 95  | Jules Danilo           | Honda       | 13      | +23.935      | 23       |        |
| 19      | 11  | Livio Loi              | Honda       | 13      | +33.663      | 15       |        |
| 20      | 40  | Darryn Binder          | KTM         | 13      | +34.695      | 25       |        |
| 21      | 27  | Kaito Toba             | Honda       | 13      | +39.533      | 27       |        |
| 22      | 4   | Patrik Pulkkinen       | Peugeot     | 13      | +48.473      | 28       |        |
| 23      | 14  | Tony Arbolino          | Honda       | 13      | +1:30.837    | 29       |        |
| 24      | 70  | Tom Toparis            | KTM         | 13      | +2:18.580    | 30       |        |
| Ret     | 58  | Juan Francisco Guevara | KTM         | 11      | Caída        | 18       |        |
| Ret     | 19  | Gabriel Rodrigo        | KTM         | 9       | Caída        | 8        |        |
| Ret     | 71  | Ayumu Sasaki           | Honda       | 9       | Caída        | 24       |        |
| Ret     | 7   | Adam Norrodin          | Honda       | 6       | Caída        | 13       |        |
| Ret     | 96  | Manuel Pagliani        | Mahindra    | 1       | Caída        | 9        |        |
| Ret     | 48  | Lorenzo Dalla Porta    | Mahindra    | 0       | Motor        | 26       |        |
| DNS     | 75  | Albert Arenas          | Mahindra    |         | No participó |          |        |
| 1.      |     |                        |             |         |              |          |        |
| Fuente: |     |                        |             |         |              |          |        |